# Youssef Haraoui
Youssef Benyoucef Haraoui (* 12. května 1965, Alžír) je bývalý alžírský fotbalový záložník, který má i francouzské občanství.

## Fotbalová kariéra
Hrál ve Francii v nižších soutěžích za Paris FC, Le Puy CO, rezervní tým Paris Saint-Germain, Abbeville SC. Na Slovensku hrál dvě sezóny za Slovan Bratislava. Ze Slovanu odešel do portugalského týmu Desportivo Chaves a dále do Turecka, kde hrál za Karabükspor, Bursaspor a Karşıyaka SK. Mistr Československa 1992. V československé lize nastoupil v 20 utkáních. V Lize mistrů nastoupil za Slovan ve 4 utkáních.
Za alžírskou reprezentaci nastoupil v jediném zápase v roce 1992, bylo to na Africkém poháru národů 1992 v Senegalu v prohraném zápase (poměrem 0:3) základní skupiny C proti Pobřeží slonoviny (pozdější vítěz turnaje). Alžírsko nepostoupilo ze skupiny.